# 久保田成子
久保田 成子（くぼた しげこ、1937年8月2日 - 2015年7月23日）は、新潟県西蒲原郡巻町（現：新潟市西蒲区）出身でニューヨークを拠点に活動した美術家・映像作家である。映像と彫刻を組み合わせた「ヴィデオ彫刻」の先駆的な存在として国際的に評価された。夫は同じ美術家のナム・ジュン・パイク。

## 略歴

### 生い立ち
1937年、新潟県西蒲原郡巻町（現：新潟市西蒲区）に生まれる。
母方久保田家の曾祖父・十代右作（久保田右作）は貴族院議員、地元小千谷市の発展に尽力した。母方の祖父・久保田彌太郎は水墨画家（雅号は翁谷）。成子は祖父の影響で芸術的な雰囲気の家庭に育つ。高校から新潟大学教授に絵を習い、在学中「二紀展」に入選。高校の美術教員が彫刻家であったことと、女性の彫刻家が少なかったという理由から、久保田は彫刻の道を志すようになる。
1956年、新潟県立直江津高等学校を卒業し、東京教育大学教育学部芸術学科（現：筑波大学芸術専門学群）の彫塑科に進学。しかし、教員養成用教育課程に辟易とし、高校時代から師事していた新潟出身の彫刻家・高橋清のアトリエで制作をしながら、全日本学生自治会総連合（全学連）の安保闘争などに参加。高橋と同じ新制作協会展の第22～25回展に頭像を出品した。

### 前衛美術への傾倒
1960年に同大学を卒業し、品川区立荏原第二中学校で教鞭を執った。この時から、現代舞踊家の叔母・邦千谷（本名・久保田芳枝。邦正美の弟子）の元で下宿を始める。祖母は1957年目黒区駒場に「邦千谷舞踏研究所」を設立し、1960年には若い芸術家たちの活動場として研究所を開放していた。そこには大野一雄や土方巽といった舞踏家や、塩見允枝子ら「グループ音楽」のメンバーが集まり、ジャンルを超えた前衛芸術家たちの交流の場となっていた。彼らとの交流を深める中で、久保田は1963年の第15回読売アンデパンダン展に参加。細い金属棒を溶接した物体と円筒状の既製品を用いた抽象的な出品作は、久保田のそれまでの作風とはまったく異なっていた。
同1963年12月、内科画廊で個展「1st. LOVE, 2nd. LOVE... 久保田成子彫刻個展」を開催。「ラブレター」に見立てた紙くずを部屋いっぱいに積み込み、それをシーツで覆って作った山の上に、読売アンデパンダン展と類似の彫刻を展示。観客は彫刻を見るために山を這い上がらなければならず、一種の参加型インスタレーションであった。
このほか、ハイレッド・センターの《シェルター計画》や小野洋子の《モーニング・ピース》に参加したり、篠原有司男らのグループ展「OFF MUSEUM」や「刀根康尚個展」「フルックス週間」に出品したりして、同時代の前衛美術の動向に加わっている。1964年5月には東京・草月会館ホールでナム・ジュン・パイクの公演を実見し、直接話を聞いたことで、彼が参加していたフルクサスへの関心を強めた。

### フルクサス
フルクサスの旗手ジョージ・マチューナスからの誘いを受け、アーティストとしてニューヨークに生きることを決心した久保田は、1964年7月4日、友人の塩見とともにアメリカへ渡り、マチューナスが用意したマンハッタン・ソーホーのアパートで暮らし始める。久保田と塩田も直後から「ディナー・コミューン」というフルクサスの当番制の食事会に参加し、フルクサスの共同生活に加わった。
この頃、複数回にわたって開催された「永続的なフルックス・フェスト」で、久保田はエリック・アンダーセンや小野洋子のパフォーマンスに参加したほか、久保田自身もパフォーマンス《ヴァギナ・ペインティング》を発表した。女性器に装着した筆で描くこの過激なパフォーマンスについて、晩年の久保田はマチューナスとパイクに依頼されてやむをえず行ったことと説明しているが、研究が進むにつれ、久保田が入念な準備を経て自身の作品として発表した自発性が指摘されている。
1960年代後半にはフルクサスの少なくないメンバーがニューヨークを離れる中で、久保田はマチューナスの手伝いを続けたので、彼に「フルクサスの副議長」と呼ばれた。
このほか、1965年から1967年までニューヨーク大学とニュースクール、ブルックリン美術館のアートスクールで学びながら、電子音楽パフォーマンス・グループ「ソニック・アーツ・ユニオン」の活動に度々参加。1967年、メンバーのデイヴィッド・バーマンと結婚し、1970年に離婚した。

### ヴィデオ作品
1970年、数年前からヴィデオ作品を手掛けるようになっていたパイクと共同生活を始めた久保田は（1977年結婚）、自身もヴィデオを用いた作品に着手する。1972年、久保田はソニーのハンディカメラ「ポータパック」を担いで一人でヨーロッパを旅し、その記録映像を用いたシングルチャンネル・ヴィデオ《ブロークン・ダイアリー：ヨーロッパを一日ハーフインチで》を制作、ニューヨークのザ・キッチン（ギャラリー）で発表した。
この頃は、小型ヴィデオの発明によって多くの女性たちがヴィデオ作家として活動を始めた時期であり、久保田もメアリー・ルシエら同世代の女性作家たちと積極的に協働した。また、1974年にアンソロジー・フィルム・アーカイブスのヴィデオ・キュレーターに採用され、多くの作家を世に紹介した（～1982年）。1982年、東京で開催された「トーキョー・ニューヨーク・ビデオ・エキスプレス」ではニューヨークのヴィデオ作品を日本へ紹介し、そのレポートをニューヨーク近代美術館で開催されたシンポジウムで発表するなど、ヴィデオ・アートについて日本とアメリカの橋渡しの役割も果たした。

### ヴィデオ彫刻
多くのヴィデオ作家が作品の造形性に関心を払っていないことに不満を抱いていた久保田は、立体作品として成立するヴィデオ・アート、いわゆる「ヴィデオ彫刻」を手掛けるようになる。最初の作品は1975年の《ヴィデオ・ポエム》である。四角いブラウン管を袋で隠し、送風機で袋を有機的に膨らませ、無音で口を開閉する自身の顔の映像を袋についたジッパーの窓から覗かせた。
1975年から1990年にかけて、マルセル・デュシャンにインスピレーションを受けたシリーズ「デュシャンピアナ」を発表した。同シリーズを発表した1976、77年の2度の個展（ルネ・ブロック・ギャラリー）は成功し、久保田はヴィデオ彫刻の作家として広く知られるようになった。
「デュシャンピアナ」シリーズの延長で作られた《メタ・マルセル：窓》（1976-77）は、窓の奥に設置したテレビ画面のノイズを雪景色に見立てた作品だが、以降、ヴィデオの機械的特性と自然のイメージを重ね合わせた独自の表現に取り組むようになる。
1980年以降の作品の特徴としては、水や鏡などの反射する素材と、動きを導入するためのモーターの使用とが挙げられる。《河》（1979-81）や《ナイアガラの滝》（1985-87）では鏡の破片を散りばめた水路に実際に水を流し、《三つの山》（1976-79）や《枯山水》（1987-88）などでは鏡面素材を用いることで、映像の光を反射させるのみならず、鑑賞者や周囲の環境をも写し込んで作品化することに成功した。モーターを用いた作品でその効果が顕著な作例としては《自転車の車輪1、2、3》（1983-1990）があるが、小型液晶ディスプレイを取り付けた車輪を回転させ、映像と車輪の二重の運動によって重層的な時間表現を獲得した。

### 1990年代以降
1991年にアメリカン・ミュージアム・オブ・ザ・ムーヴィング・イメージで開催された美術館での初個展は、東京をはじめ各国を巡回し、久保田にとってひとつの集大成となった。この頃から久保田は人物をテーマに据えるようになり、人型のヴィデオ彫刻を手掛け始める。さらに、この人物彫刻と自然をモチーフにしたヴィデオ彫刻とを組み合わせたインスタレーションを制作し、1993年のヴェネツィア・ビエンナーレや、1996年のランス・ファング・ギャラリーとホイットニー美術館での個展で発表した。
このほか、日本の原美術館（1992年）やアムステルダムのアムステルダム市立美術館（1992年）などで次々と個展が開催され、シカゴ美術学校、ブラウン大学、スクール・オブ・ビジュアル・アーツなどで教鞭を執った。
1996年にパイクが脳梗塞によって半身不随となり、介護のために自身の制作は中断を余儀なくされたが、その後久保田はパイクその人をテーマに制作を再開することとなる。2000年の個展「セクシュアル・ヒーリング」（ランス・ファング・ギャラリー）や2007年の個展「ナムジュン・パイクと私の人生」（マール・ステンダール・ギャラリー）で、パイクをテーマとした映像やヴィデオ彫刻を発表した。
2015年7月23日、乳がんによりニューヨークの病院で死去した（享年77）。
書籍に『Shigeko Kubota Video Sculpture』 や 『Shigeko Kubota』などがある。

## インスタレーションとヴィデオ

### 展示会
仕事を通して人脈を広げ、当初はパイクの作品のプロデュースに力を入れたが、自分の「パートナーの芸術世界を真似ただけの皮相な二番煎じの作家」とならないよう、自身の作品も当時の若手アーティストの登竜門であったニューヨークのオルターナティブ・スペース（多目的空間）のThe Kitchen（1972年）や、エバーソン美術館（1973、75年）で展示した。それらが画商のレネ・ブロックの目に留まり、ニューヨークでの初個展「Shigeko Kubota Video Sculpture」をレネ・ブロックの画廊、René Block Art Galleryで(1976年)開催。
René Block Art Galleryでの個展の成功を受けて、久保田の作品は、世界の美術の今後5年間の方向性を示す「ドクメンタ6」(1977年)や、MoMAの「Projects」（1978年）で紹介された。
その後もグループ展でホイットニー・ビエンナーレ（1983年）や「ドクメンタ8」（1987年）で紹介され、1991年にはニューヨークの映像芸術専門美術館のミュージアム・オブ・ムービング・イメージで大回顧展が開催された。
2021年、没後初の大規模個展「Viva Video! 久保田成子展」が新潟県立近代美術館、国立国際美術館、東京都現代美術館で開催。

### 主要作品

#### 《1st. LOVE, 2nd. LOVE...》
日本での中学校教師時代である1963年12月に、東京・内科画廊で初個展を開催。くしゃくしゃにした新聞紙を山のように積み、その上を白の布で覆ってブロンズの彫像を設置し、観客が紙の山に這い上がって鑑賞する前衛芸術作品を発表した。久保田はこの展覧会の案内状と手紙を、瀧口修造や中原佑介、東野芳明、三木多聞ら、当時活躍していた美術批評家たちに送ったが、展評が出ることは一切なく失望する。しかし、ナム・ジュン・パイクが本展を好意的に評価したことで、「日本では女性アーティストが認められるチャンスはないと思い」ニューヨークでの活動の決意に繋がる。

#### 《ヴァギナ・ペインティング》
1965年7月頃の「不朽のフルクサス・フェスティヴァル」では、パフォーマンス《ヴァギナ・ペインティング》を披露し、一躍大胆な芸術家として知られるようになる。これは、股座に挿した筆を赤い絵の具に浸し、大きな紙の上にしゃがんで描くパフォーマンスであった。事前に撮影された広報用写真では、筆を留めた下着を履いて描いていたことが確認されているが、実際のパフォーマンスを見た塩見允枝子ら仲間たちの証言により、本番では実際に筆を女性器に挿入していたと考えられている。久保田は晩年になって、このパフォーマンスはパイクとマチューナスに依頼されて行ったものだと証言している。その真偽は不明とされているが、久保田が入念な準備を経て自分の名で発表したほとんど唯一のパフォーマンスであることから、なおも重要作品として位置づけられている。また、本作はイヴ・クラインやジャクソン・ポロックへのフェミニズム・アートによるオマージュとされている。

#### 《ヴィデオ・ポエム》
1975年5月30日-6月7日、ザ・キッチンにおける個展において初めて発表したヴィデオ彫刻。TVモニターを袋で覆って一部覗かせる作品だが、この袋はもともと、「グループ・音楽」の小杉武久のパフォーマンス作品《Anima2/Chamber Music》のために久保田が縫ったものであった。小杉はこの袋に潜り込んでジッパーから身体の一部を露出するパフォーマンスを行った。他方、映像上の久保田の顔を覗かせたのが本作である。

#### 「デュシャンピアナ」シリーズ
尊敬するデュシャンを主題とした展覧会を開いて大きな反響を呼ぶ。
- 《マルセル・デュシャンの墓》1972-75年…最初のヴィデオ彫刻のひとつ。1975年のザ・キッチンにおける個展で発表された。デュシャンの墓参りの映像を用いた[27]。
- 《ヴィデオ・チェス》1968-75年…1968年にカナダ・トロントで行われたコンサートにおいてデュシャンとジョン・ケージがチェスをする様子を写真に撮り、後にそれに着色を施して制作した映像を、木箱に組み込んだ作品[28]。別バージョンとして、デュシャンがパサデナカリフォルニア美術館個展のオープニングで行った全裸の女性と着衣のアーティストとの関係を反転させ、着衣の久保田と全裸のパイクがチェスを打つパフォーマンスの映像作品を収録して、当時一世風靡したフェミニズムの反骨精神を反映させた。
- 《階段を降りる裸体》1975-76年…デュシャンの油彩画《階段を降りる裸体No.2》を引用した作品で、久保田の代表作のひとつとされる[29]。1991年の段階で5つのエディションが確認されており、うちひとつはヴィデオ作品で初めてニューヨーク近代美術館(MoMA)に収蔵された[29]。
- 《ドア》1976-77年
- 《メタ・マルセル：窓》1976-77, 1983年
- 《自転車の車輪》1983-90年

#### 「メタ・マルセル：窓」シリーズ
1976-77年、「デュシャンピアナ」シリーズとして最初の《窓》を制作。この最初のバージョンは、窓越しに設置されたテレビのスノーノイズ（砂嵐）を「雪」に見立てる作品であった。1983年、窓に移す映像として新たに「花」と「星」を制作。これらは「デュシャンピアナ」シリーズの延長として「メタ・マルセル」と名付けられた。

#### 《河》
1979-81年制作。ステンレスの笹舟に水を張り、モーターで波打たせた水面に、上空に設置した3台のヴィデオを映り込ませた作品。1983年のホイットニー・ビエンナーレに出品された。翌84年、美術雑誌『アート・イン・アメリカ』のヴィデオ・アーティスト特集では本作が表紙を飾り、久保田は巻頭記事で特集される。

#### ヴィデオグラフィー
1973年から1975年にかけて製作された「My Father」（父の闘病をドキュメンタリー作品に収めた）の監督も勤めた。
1996年以来介護が必要になったパイクのリハビリする姿を映像で記録し、2000年に ランス・フォンギャラリーで「セクシュアル・ヒーリング」として発表。パイクの死後2007年にマヤ・スタンダール・ギャラリーで開催された「ナムジュン・パイクと私の人生」が存命中の最後の個展となった。